# 松平信友 (小島藩主)
松平 信友（まつだいら のぶとも）は、江戸時代後期の大名。駿河国小島藩の第7代藩主。滝脇松平家14代。官位は従五位下・丹後守。

## 略歴
第6代藩主・松平信圭の長男として誕生。
文化12年（1815年）、父の隠居により跡を継いだ。窮乏した藩財政の再建のため、「君臣百姓和同一致」を自ら制定して、領民に藩財政再建への理解を求めた。天保7年（1836年）5月14日、病を理由に娘婿で養嗣子の信賢に家督を譲って隠居し、嘉永元年（1848年）3月6日に52歳で死去した。墓所は東京都台東区下谷の英信寺。

## 系譜
父母
- 松平信圭（父）
- 大岡忠喜の娘（母）

正室
- 青山幸孝の娘

子女
- 松平信書（三男）
- 松平信賢正室

養子
- 松平信賢 ー 松平信志の六男